# 樊迪民
樊迪民（1894年—1984年），生于中国浙江杭州，越剧编剧，记者。他是越剧史上第一位专职编剧，第一个越剧刊物《越讴》的创办者。

## 简历
1933年，樊迪民担任《大公报》记者。
1938年，被著名越剧演员姚水娟聘为越剧编剧。
1941年，樊迪民与商芳臣合作，并编写了剧目《秋海棠》。
1984年，樊迪民病逝于杭州。

## 艺术成就
樊迪民编写的越剧剧目有《花木兰代父从军》、《卧薪尝胆》(又名《范蠡与西施》)、《天雨花》、《燕子笺》、《孔雀东南飞》、《杨乃武与小白菜》、《啼笑因缘》等。

## 资料来源
1. ↑  .   [2009-06-27]. （原始内容存档于2016-03-04）.